# Liste der Klassischen Archäologen an der Humboldt-Universität zu Berlin
In der Liste der Klassischen Archäologen an der Humboldt-Universität zu Berlin werden alle Hochschullehrer gesammelt, die an der Friedrich-Wilhelms-Universität und deren Nachfolger, der Humboldt-Universität zu Berlin, Klassische Archäologie lehrten. Das umfasst im Regelfall alle regulären Hochschullehrer, die Vorlesungen halten durften, also habilitiert waren.

## Vorbemerkungen
Das Fach wurde vom Beginn der Berliner Universität an gelehrt, gehörte zunächst aber noch in den Kanon der Kunstwissenschaft und der Klassischen Philologie. Auch deshalb werden in der Liste einige Wissenschaftler geführt, die keine Klassischen Archäologen waren, sondern in Nachbardisziplinen tätig waren, aber archäologische Veranstaltungen gaben.
Als eigenständiges Fach wurde die Klassische Archäologie 1851 mit der Einrichtung des „Archäologischen Apparates“ durch Eduard Gerhard etabliert. Eng war in Berlin immer die Bindung zwischen Universität und der Antikensammlung. Eduard Gerhard, Ernst Curtius und Reinhard Kekulé von Stradonitz waren gleichzeitig Direktor an den Museen und Professor an der Universität. Weitere Verbindungen bestanden zur Königlich-Preußischen Akademie der Wissenschaften. Viele Wissenschaftler des Museums und der Akademie wirkten als Professoren oder Honorardozenten an der Universität. Erst unter Georg Loeschcke kam es ab 1912 zur Trennung von Universitäts- und Museumsamt und Aufbau eines selbständigen archäologischen Seminars. Unter Gerhart Rodenwaldt erhielt es 1941 den Namen „Winckelmann-Institut“.
Nach dem Zweiten Weltkrieg wurde die Klassische Archäologie an der Humboldt-Universität weitergeführt, Friedrich Wilhelm Goethert und Gerhard Kleiner verließen die Universität jedoch 1948 und begründeten die Klassische Archäologie an der Freien Universität Berlin. Die Vorkriegsbibliothek kam 1948 an die Freie Universität.
An der Humboldt-Universität wurde 1951 Ludger Alscher berufen. Das Fach Klassische Archäologie verlor in der DDR und an der Berliner Universität jedoch schnell an Bedeutung. Die Forschung wurde am Ende vor allem vom Zentralinstitut für Alte Geschichte und Archäologie getragen. Sehr schnell verlor das Institut einen Großteil seiner Räumlichkeiten an andere Fachbereiche. Erst nach der politischen Wende 1989 konnte ein erneuter Ausbau des Instituts beginnen und viele der alten Räumlichkeiten, darunter auch die Lehrsammlung, zurückgewonnen werden. Seit 1995 gibt es zwei Professorenstellen.
Angegeben sind in der ersten Spalte der Name der Person und ihre Lebensdaten, in der zweiten Spalte wird der Eintritt in die Universität angegeben, in der dritten Spalte das Ausscheiden. Spalte vier nennt die höchste an der Berliner Universität erreichte Position. An anderen Universitäten kann der Dozent eine weitergehende wissenschaftliche Karriere gemacht haben. Die nächste Spalte nennt Besonderheiten, den Werdegang oder andere Angaben in Bezug auf die Universität oder das Institut. In der letzten Spalte werden Bilder der Dozenten gezeigt.

## Liste
| Wissenschaftler                                       | von  | bis  | Funktionen                     | Bemerkungen | Bild |
| ----------------------------------------------------- | ---- | ---- | ------------------------------ | --- | ---- |
| Aloys Hirt (1759–1837)                                | 1810 | 1837 | Ordinarius                     | Ordentlicher Professor für Kunst und Archäologie |      |
| Wilhelm Uhden (1763–1835)                             | 1813 | 1826 | Lesendes Akademiemitglied      | Ministerialbeamter; Lesendes Akademiemitglied für italienische Literatur und Archäologie |      |
| Ernst Heinrich Toelken (1785–1864)                    | 1814 | 1864 | Ordinarius                     | 1814 Privatdozent, 1816 Außerordentlicher Professor, 1823 Ordentlicher Professor für Kunstgeschichte und Archäologie |      |
| Theodor Panofka (1800–1858)                           | 1827 | 1858 | Außerordentlicher Professor    | 1827 Privatdozent, 1837 Lesendes Akademiemitglied, 1848 Außerordentlicher Professor für Archäologie |      |
| Julius Ambrosch (1804–1856)                           | 1834 | 1834 | Privatdozent                   | Altphilologe, Archäologe; 1834 Privatdozent für Klassische Philologie |      |
| Adolf Schöll (1805–1881)                              | 1834 | 1839 | Privatdozent                   | 1834 Privatdozent für Archäologie |      |
| Eduard Gerhard (1795–1867)                            | 1835 | 1867 | Ordinarius                     | 1835 Lesendes Akademiemitglied, 1843 Außerordentlicher Professor, 1844 Ordentlicher Professor für Archäologie |      |
| Ernst Curtius (1814–1896)                             | 1843 | 1896 | Ordinarius                     | 1843 Privatdozent, 1844–1856 Außerordentlicher Professor, 1868 Ordentlicher Professor für Archäologie |      |
| Karl Boetticher (1806–1889)                           | 1854 | 1863 | Privatdozent für Archäologie   | |      |
| Heinrich Kiepert (1818–1899)                          | 1854 | 1899 | Ordinarius                     | Historischer Geograph; 1854 Lesendes Akademiemitglied, 1859 Außerordentlicher Professor, 1874 Ordentlicher Professor für Geographie; lehrte Länder- und Völkerkunde der Alten Welt                                        |      |
| Carl Friederichs (1831–1871)                          | 1859 | 1871 | Außerordentlicher Professor    | Museumskustos; 1859 Außerordentlicher Professor für Archäologie |      |
| Emil Hübner (1834–1901)                               | 1859 | 1901 | Ordinarius                     | Klassischer Philologe und Epigraphiker; 1859 Privatdozent, 1863 Außerordentlicher Professor, 1870 Ordentlicher Professor für Klassische Philologie                                                                        |      |
| Richard Schöne (1840–1922)                            | 1868 | 1869 | Privatdozent                   | 1868 Privatdozent für Archäologie |      |
| Heinrich Heydemann (1842–1889)                        | 1869 | 1874 | Privatdozent                   | 1869 Privatdozent für Archäologie |      |
| Friedrich Matz (1843–1874)                            | 1873 | 1874 | außerordentlicher Professor    | 1873 außerordentlicher Professor für Archäologie |      |
| Georg Treu (1843–1921)                                | 1875 | 1882 | Privatdozent                   | 1875 Privatdozent für Kunstgeschichte |      |
| Carl Robert (1850–1922)                               | 1876 | 1890 | Ordinarius                     | 1876 Privatdozent, 1877 Außerordentlicher Professor, 1880 Ordentlicher Professor für Archäologie |      |
| Adolf Furtwängler (1853–1907)                         | 1880 | 1894 | Außerordentlicher Professor    | Museumskustos; 1880 Privatdozent, 1884 Außerordentlicher Professor für Archäologie |      |
| August Kalkmann (1853–1905)                           | 1885 | 1905 | Außerordentlicher Professor    | 1885 Privatdozent, 1900 Außerordentlicher Professor für Archäologie |      |
| Ernst Fabricius (1857–1942)                           | 1886 | 1888 | Privatdozent                   | 1886 Privatdozent für Klassische Philologie und Archäologie |      |
| Reinhard Kekulé von Stradonitz (1839–1911)            | 1889 | 1911 | Ordinarius                     | 1889 Honorarprofessor, 1890 Ordentlicher Professor für Archäologie, Direktor der Antikensammlung Berlin |      |
| Otto Puchstein (1856–1911)                            | 1890 | 1896 | Privatdozent                   | 1890 Privatdozent für Archäologie |      |
| Botho Graef (1857–1917)                               | 1890 | 1904 | Privatdozent                   | 1890 Privatdozent für Archäologie |      |
| Friedrich Koepp (1860–1944)                           | 1892 | 1896 | Privatdozent                   | 1892 Privatdozent für Archäologie |      |
| Franz Winter (1861–1930)                              | 1894 | 1899 | Außerordentlicher Professor    | Museumskustos; 1894 Privatdozent, 1897 Außerordentlicher Professor für Archäologie |      |
| Erich Pernice (1864–1945)                             | 1895 | 1903 | Privatdozent                   | Museumskustos; 1895 Privatdozent für Archäologie |      |
| Hermann Winnefeld (1862–1918)                         | 1897 | 1918 | Privatdozent                   | Museumskustos; 1897 Privatdozent für Archäologie; Lehrauftrag für Museumskunde |      |
| Richard Delbrueck (1875–1957)                         | 1903 | 1911 | Privatdozent                   | 1903 Privatdozent für Archäologie |      |
| Carl Watzinger (1877–1948)                            | 1904 | 1905 | Privatdozent                   | Museumskustos; 1904 Privatdozent für Archäologie |      |
| Erich Preuner (1867–1935)                             | 1906 | 1934 | Außerordentlicher Professor    | Außerordentlicher Professor für Archäologie |      |
| Kurt Regling (1876–1935)                              | 1907 | 1935 | Honorarprofessor               | Numismatiker, Museumskustos; 1907 Privatdozent, 1921 Honorarprofessor für Münzkunde |      |
| August Frickenhaus (1882–1925)                        | 1911 | 1913 | Privatdozent                   | 1911 Privatdozent für Archäologie |      |
| Gerhart Rodenwaldt (1886–1945)                        | 1912 | 1945 | Ordinarius                     | 1912–1916 Privatdozent; 1922 Honorarprofessor, 1932 Ordentlicher Professor für Archäologie |      |
| Georg Loeschcke (1852–1915)                           | 1912 | 1915 | Ordinarius                     | 1912 Ordentlicher Professor für Archäologie |      |
| Margarete Bieber (1879–1978)                          | 1915 | 1916 | Vertretungsprofessorin         | 1915 Vertretung der Assistenz, 1915–1916 Vertretung der Professur |      |
| Hans Dragendorff (1870–1941)                          | 1916 | 1922 | Lesendes Akademiemitglied      | 1916 Lesendes Akademiemitglied; 1911–1922 Generalsekretär des Deutschen Archäologischen Instituts |      |
| Ferdinand Noack (1868–1931)                           | 1916 | 1931 | Ordinarius                     | 1916 Ordentlicher Professor für Archäologie |      |
| Friedrich Freiherr Hiller von Gaertringen (1864–1947) | 1917 | 1929 | Honorarprofessor               | Epigraphiker; 1917 Honorarprofessor für Archäologie und Epigraphik |      |
| Valentin Müller (1889–1945)                           | 1923 | 1931 | Außerordentlicher Professor    | 1923 Privatdozent, 1929 Außerordentlicher Professor für Archäologie |      |
| Robert Zahn (1870–1945)                               | 1928 | 1936 | Honorarprofessor               | Museumskustos; 1928 Honorarprofessor für Archäologie |      |
| Friedrich Matz (1890–1974)                            | 1928 | 1934 | Privatdozent                   | 1928 Privatdozent für Archäologie |      |
| Willy Zschietzschmann (1900–1976)                     | 1932 | 1937 | Privatdozent                   | 1932 Privatdozent für Archäologie |      |
| Günther Klaffenbach (1890–1972)                       | 1935 | 1955 | Professor                      | Epigraphiker; 1935 Honorarprofessor für Archäologie und Epigraphik, 1946 Professor mit Lehrauftrag |      |
| Josef Liegle (1893–1945)                              | 1936 | 1945 | Lehrbeauftragter               | Museumskustos; 1936 Lehrauftrag für alte Numismatik |      |
| Hans Schleif (1902–1945)                              | 1937 | 1945 | Außerordentlicher Professor    | Bauforscher; 1937 Dozent, 1938 Außerordentlicher Professor für Archäologie |      |
| Armin von Gerkan (1884–1969)                          | 1937 | 1945 | Honorarprofessor               | Bauforscher; 1937 Honorarprofessor für Bau-, Kunst- und Kulturgeschichte; las nicht, da er als 1. Direktor der Abteilung Rom des Deutschen Archäologischen Instituts in Rom lebte                                         |      |
| Max Wegner (1902–1998)                                | 1939 | 1942 | Privatdozent                   | 1939 Privatdozent für Archäologie |      |
| Friedrich Wilhelm Goethert (1907–1978)                | 1940 | 1948 | Professor                      | 1940 Dozent, 1946 Professor mit Lehrauftrag, seit 1948 an der FU Berlin |      |
| Albert Ippel (1885–1960)                              | 1940 | 1945 | Honorarprofessor               | 1940 Honorarprofessor für Archäologie |      |
| Ulrich Hausmann (1917–1996)                           | 1943 | 1951 | Oberassistent                  | 1943 Kriegsvertretung einer Assistenz; Oberassistent |      |
| Martin Schede (1883–1947)                             | 1943 | 1945 | Honorarprofessor               | 1943 Honorarprofessor für Archäologie; 1938 bis 1945 Präsident des Deutschen Archäologischen Instituts |      |
| Hans von Schoenebeck (1904–1944)                      | 1943 | 1944 | Dozent                         | 1943 Dozent für Archäologie |      |
| Carl Weickert (1885–1975)                             | 1946 | 1950 | Professor                      | 1946 Professor mit Lehrauftrag; zuvor Leiter der Staatlichen Antikensammlung in München, danach der Antikensammlung Berlin; nach 1945 zudem Präsident des DAI und Vorsitzender der Archäologischen Gesellschaft zu Berlin |      |
| Ludger Alscher (1916–1985)                            | 1951 | 1982 | Ordinarius                     | Ordinarius, 1951 Institutsleiter, 1968 Bereichsleiter |      |
| Wolfgang Schindler (1929–1991)                        | 1954 | 1991 | Ordentlicher Professor         | 1954 Wissenschaftlicher Assistent und Oberassistent, 1973 Dozent, 1982 Leiter des Wissenschaftsbereichs und später des Instituts, 1983 Ordentlicher Professor                                                             |      |
| Detlef Rößler (1942–2013)                             | 1968 | 2008 | C-3 Professor                  | 1968 bis 1973 und seit 1987 Wissenschaftlicher Assistent, 1994 bis 2007 C3-Professor, danach bis 2008 Gastprofessor; Geschäftsführender Leiter des Winckelmann-Instituts 1991 bis 1995 (kommissarisch) und 2004 bis 2008  |      |
| Veit Stürmer (1957–2013)                              | 1990 | 2013 | Wissenschaftlicher Mitarbeiter | 1990 Lehrbeauftragter, 1992 geschäftsführender Assistent, 1995 Konservator der Sammlungen des Winckelmann-Instituts, lehrte im Sonderforschungsgebiet Minoisch-Mykenische Archäologie                                     |      |
| Detlev Kreikenbom (* 1951)                            | 1991 | 1997 | Gastprofessor                  | zuerst Lehrbeauftragter, später Gastprofessor |      |
| Henning Wrede (* 1939)                                | 1994 | 2007 | Ordinarius                     | 1994 Vertretung einer C-4 Professur, 1995 C-4 Professor und Geschäftsführender Direktor am Winckelmann-Institut, 2006 Vertretung einer C-4 Professur                                                                      |      |
| Stefan Altekamp (* 1959)                              | 1995 |      | Privatdozent                   | 1995 Wissenschaftlicher Mitarbeiter, 1998 Privatdozent |      |
| Alfred Schäfer (* 1963)                               | 1996 | 2007 | Privatdozent                   | 1996 Wissenschaftlicher Assistent, 2002 Wissenschaftlicher Mitarbeiter, 2004 Privatdozent, 2006 Gastprofessor |      |
| Gerhard Zimmer (* 1949)                               | 1997 | 1999 | Honorarprofessor               | |      |
| Ernst-Ludwig Schwandner (1938–2021)                   | 1999 | 201? | Honorarprofessor               | 1999 Lehrbeauftragter, 2001 Honorarprofessor |      |
| Axel Gering (* 1968)                                  | 2006 |      | Sonderprofessor                | 2006 Wissenschaftlicher Mitarbeiter, 2007 Privatdozent, 201? Sonderprofessor |      |
| Luca Giuliani (* 1950)                                | 2007 | 2015 | Sonderprofessor                | |      |
| Stephan G. Schmid (* 1967)                            | 2008 |      | Professor                      | W3-Professor |      |
| Susanne Muth (* 1967)                                 | 2008 |      | Professorin                    | W3-Professorin |      |
| Volker Kästner (* 1949)                               | 20?? |      | Honorarprofessor               | Kustos an der Antikensammlung Berlin |      |
| Bernhard Weisser (* 1964)                             | 2009 |      | Honorarprofessor               | Numismatiker, Direktor des Berliner Münzkabinetts |      |
| Charlotte Schreiter                                   | 2010 |      | Privatdozentin                 | |      |
| Agnes Henning                                         | 2015 |      | Kustodin                       | Kustodin der Institutssammlung in Nachfolge von Veit Stürmer |      |
| Alexander Herda (* 1965)                              | 2016 |      | Privatdozent                   | |      |

## Gast- und Vertretungsprofessoren
- 1992–1995: Detlev Kreikenbom
- 2006–2008: Dagmar Grassinger
- 2009–2010: Franz Alto Bauer
- 2009–2011: Othmar Jäggi
- 2010–2011: Eva Winter
- 2015: Zbigniew Fiema